# De Meernbrug
De De Meernbrug, niet te verwarren met de Meernbrug (zonder lidwoord De) in het centrum van De Meern, is een boogbrug over het Amsterdam-Rijnkanaal ter hoogte van de Utrechtse Jaarbeurs en niet ver van De Meern. Deze brug ligt in de kortste route voor autoverkeer tussen de A2 en de A12 en het centrum van de stad Utrecht met onder andere de Jaarbeurs en het winkelgebied Hoog Catharijne. Ook verkeer tussen Utrecht en de woonplaatsen ten westen van deze stad maakt hiervan gebruik. Tot 1974 lag hier een smallere boogbrug, de Oudenrijnsebrug. De bijna 1 km zuidelijker gelegen Prins Clausbrug ontlast de De Meernbrug in belangrijke mate; hierover gaat bijna al het stads- en streekbusvervoer naar en van de steden en dorpen ten westen, zuidwesten en zuiden van Utrecht.

## Oudenrijnsebrug
Bij de aanleg van het Amsterdam-Rijnkanaal werd de Oudenrijnsebrug gebouwd, in de volksmond ook wel brug bij Den Hommel genoemd, naar het allang verdwenen hotel-restaurant Den Hommel. Deze boogbrug bevond zich 50 meter ten noorden van de huidige De Meernbrug. Na verloop van tijd werd de Oudenrijnsebrug te smal om de verkeersstromen tussen de stad Utrecht en de autosnelwegen A2 en A12 aan te kunnen. In 1974 werd de oude brug vervangen door de huidige De Meernbrug. Deze brug werd niet nieuw gebouwd, maar deed ervoor dienst als Galecopperbrug in de A12, die eveneens was vervangen door een bredere. De Oudenrijnse brug bleef nog enige tijd in gebruik als fietsbrug, maar na het bijbouwen van een fietspad langs de De Meernbrug werd de Oudenrijnsebrug gesloopt.

## De Meernbrug
Deze vaste boogbrug is gebouwd in 1936 als Galecopperbrug. Deze overspande het Amsterdam-Rijnkanaal in het tracé van de autosnelweg A12. In 1974 werd een aanzienlijk bredere Galecopperbrug gebouwd. De oude brug kon worden hergebruikt en werd over een afstand van ruim 2 km naar het noordwesten gevaren om te kunnen dienen als opvolger van de Oudenrijnsebrug, die eveneens te smal was geworden. Deze opvolger had echter geen vrijliggend fiets- en voetpad. Halverwege de jaren 1980 kwam dit er alsnog aan de noordzijde van de brug. In 2009 kreeg deze brug een grote onderhoudsbeurt. De brug overspant zo'n 124 meter. De doorvaartwijdte is 108 meter.

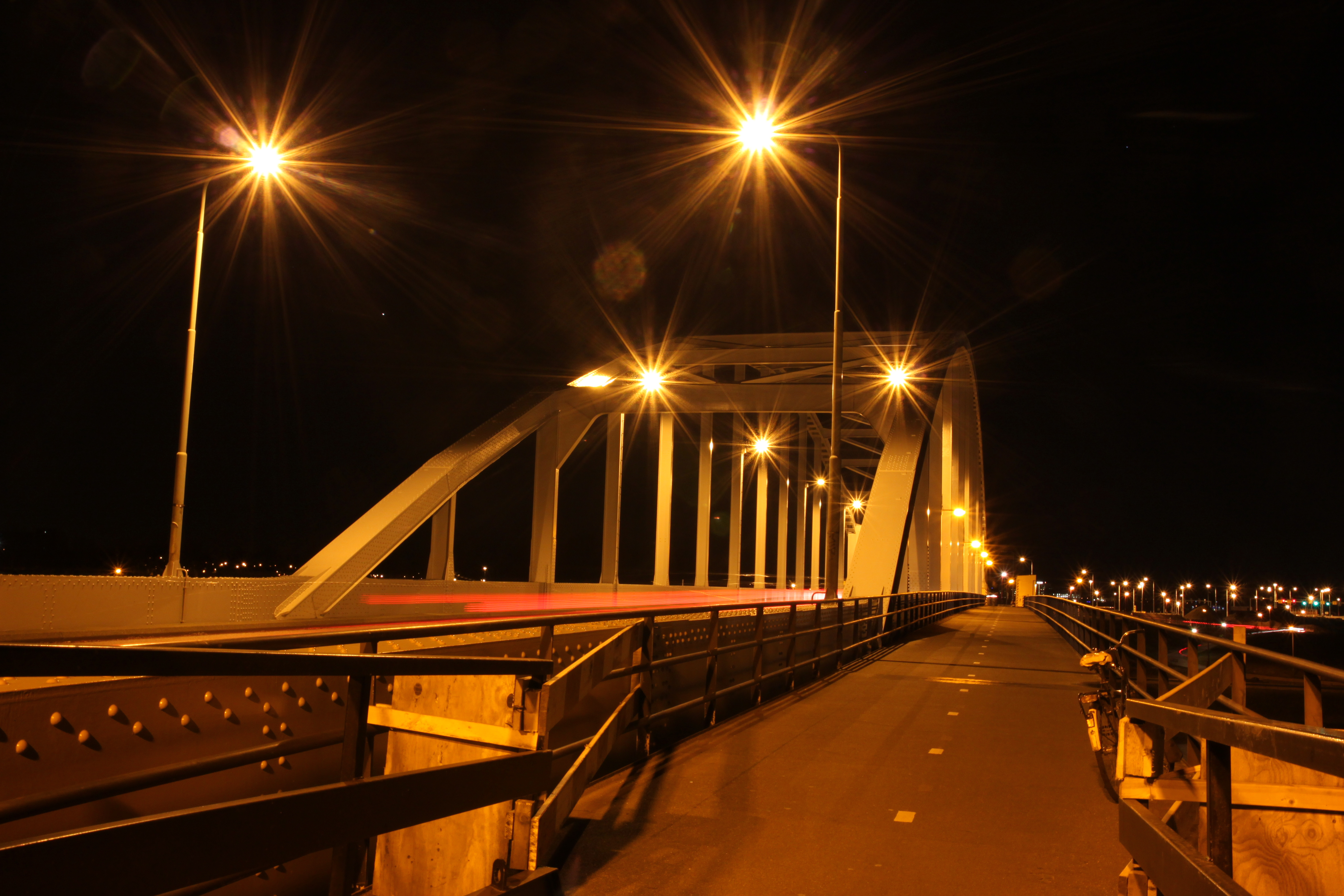
De 'De Meernbrug' in 2009
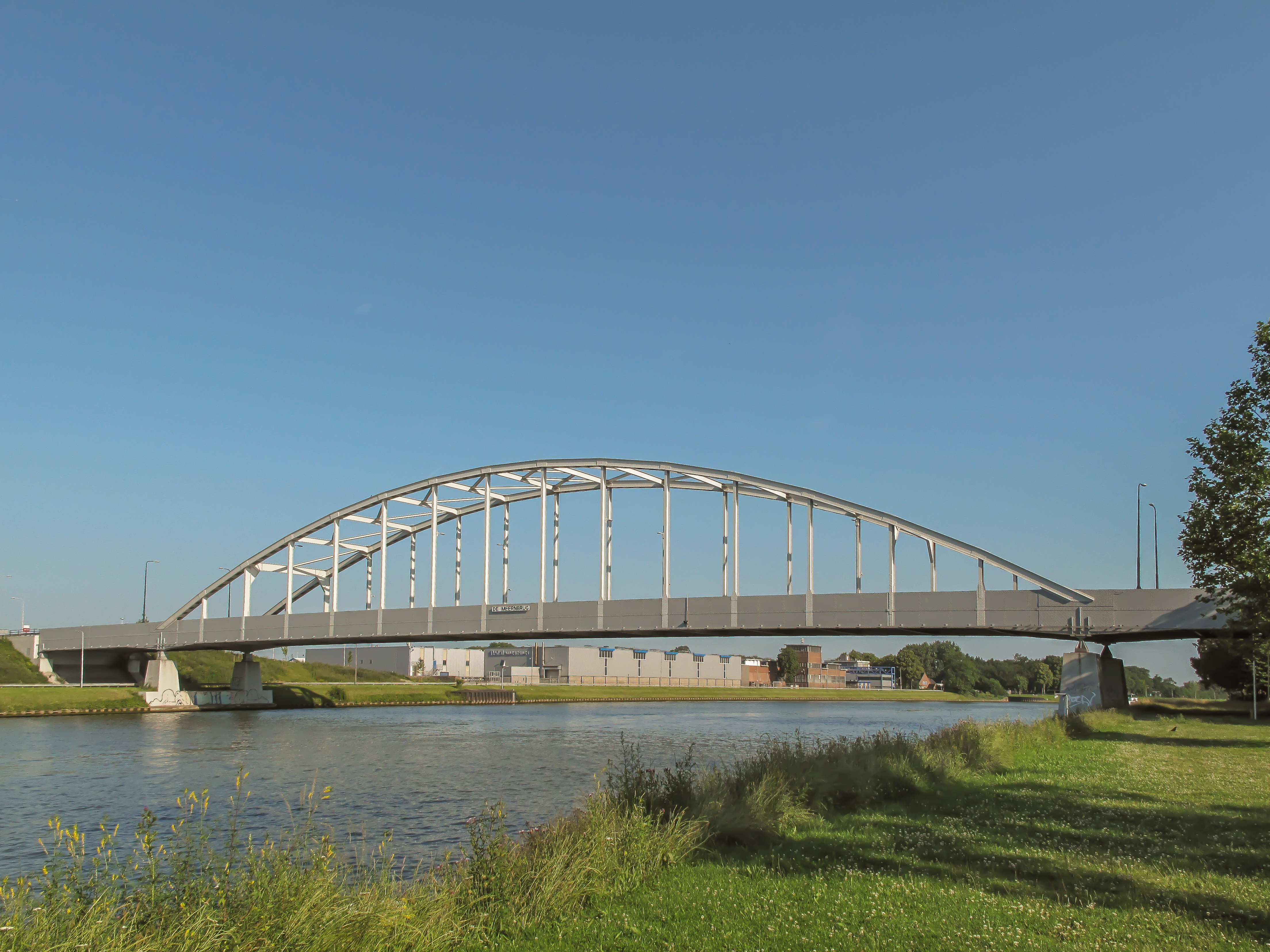
De 'De Meernbrug' in 2013

Abel Tasmanbrug ·
Abstederbrug ·
Bakkerbrug ·
Bartholomeusbrug · 
Bezembrug · 
Bijlhouwersbrug ·
Brigittenbrug ·
Colignybrug ·
Dafne Schippersbrug ·
David van Mollembrug ·
Demka-spoorbrug ·
Driftbrug ·
Gaardbrug ·
Galecopperbrug · 
Gasthuismolenbrug ·
Geertebrug ·
Gildbrug · 
Goethebrug ·
Griftbrug ·
Hamburgerbrug ·
Herenbrug · 
Hogeweidebrug ·
Industriehavenbrug ·
Jacobibrug ·
Jan Pieterszoon Coenbrug ·
Jansbrug ·
Jansdambrug ·
Jeremiebrug ·
Julianabrug (Minstroom) ·
Jutphasebrug ·
Jutphasespoorbrug ·
J.M. de Muinck Keizerbrug ·
Kalisbrug ·
Krommerijnbrug ·
Lauwerechtbrug ·
Lucasbrug ·
Maarsbergerbrug ·
Maartensbrug ·
Magdalenabrug ·
Maliebrug ·
Marga Klompébrug ·
Marksbrug ·
Marnixbrug ·
Meernbrug ·
Minbrug ·
Monicabrug · 
Moreelsebrug ·
Muntbrug ·
Muntsluisbrug ·
Museumbrug ·
Noorderbrug ·
Oorsprongbrug ·
Oranjebrug ·    
Paulusbrug ·
Pausdambrug ·
Pietersbrug ·
Plompetorenbrug ·
Prins Clausbrug · 
Quintijnsbrug ·
Rode brug ·
Servaasbrug ·
Sint Martinusbrug ·
Smeebrug ·
Socratesbrug ·
Spinozabrug ·
Stadhuisbrug ·
Stammetsbrug ·
Stenenbrug ·
Tolsteegbrug ·
Vaaltbrug ·
Vaartscherijnbrug ·
Van Asch van Wijckbrug ·
Viebrug ·
Vleutensespoorbrug ·
Vollersbrug ·
Weerdbrug ·
Weesbrug ·
Werkspoorbrug ·
Werkspoorhavenbrug ·
Wittevrouwenbrug ·  
Zandbrug

Voormalige of in onbruik geraakte bruggen :
Brug met de twaalf gaten ·
Catharijnebrug · 
Hefbrug in de Kruisvaart ·
Julianabrug (Vaartsche Rijn) ·
Molenbrug · 
Smakkelaarsbrug ·
Vleutensebrug ·
Willemsbrug